# 彰化縣立田尾國民中學
彰化縣立田尾國民中學（英語：Changhua County Tianwei Junior High School），又被稱為「田尾國中」，簡稱「尾中」，是位於臺灣彰化縣田尾鄉的一所國民中學。

## 沿革
1961年6月成立「北斗中學田尾分部籌建委員會」，1964年獨立設校，改為「彰化縣田尾初級中學」。1968年秋，為施行九年國民教育，改制為「彰化縣立田尾國民中學」。學區包含田尾鄉仁里村、北曾村、北鎮村、打簾村、正義村、 田尾村、南曾村、南鎮村、柳鳳村、海豐村、 陸豐村、新生村、新厝村、新興村、溪畔村、 溪頂村、睦宜村、福田村、豐田村、饒平村。於2006年成立體育班，專長項目為田徑、巧固球及桌球，後改以田徑及舉重為專長項目。2016年樂旗隊參加「全國學生音樂比賽」中區決賽獲得行進管樂國中團體組冠軍。2018年11月教育部國教署核准成立科技中心，名為「彰化縣田尾自造教育及科技中心」。2020年田尾國中體育班學生吳炳燊榮獲2020總統教育獎。

## 歷任校長
| 任次   | 姓名   | 任期                 |
| ------ | ------ | -------------------- |
| 第1任  | 趙錦水 | 1961年6月-1967年12月 |
| 第2任  | 戴丁順 | 1968年1月-1971年4月  |
| 第3任  | 徐昭昇 | 1971年4月-1978年8月  |
| 第4任  | 凃春木 | 1978年8月-1982年7月  |
| 第5任  | 蕭石定 | 1982年8月-1989年1月  |
| 第6任  | 洪順一 | 1989年2月-1996年7月  |
| 第7任  | 鄭正棠 | 1996年8月-2002年7月  |
| 第8任  | 林正義 | 2002年8月-2008年7月  |
| 第9任  | 劉燕饒 | 2008年8月-2015年1月  |
| 第10任 | 林正源 | 2015年2月-2022年7月  |
| 第11任 | 周昌憲 | 2022年8月-至今       |

## 外部連結
- 彰化縣田尾自造教育及科技中心 （页面存档备份，存于）